# Lijst van Belgische adelsverheffingen 1934
Personen die in 1934 in de Belgische adel werden opgenomen of een adellijke titel ontvingen.

## Prins
- Reginald de Croÿ (1878-1961), ambassadeur, erkenning in de erfelijke Belgische adel met de titel prins, overdraagbaar op alle afstammelingen. Hij trouwde met prinses Isabelle de Ligne (1889-1968) en ze hadden twee dochters die ongehuwd bleven. Deze familietak is derhalve uitgestorven.

## Graaf
- Jonkheer Léon Carpentier de Changy (1884-1938), de titel van graaf, overdraagbaar bij eerstgeboorte.
- Jonkheer Robert Carpentier de Changy (1885-1962), de titel van graaf, overdraagbaar bij eerstgeboorte.
- Graaf Ulric de Villegas de Saint-Pierre Jette (1844-1934), burgemeester van Ganshoren, uitbreiding van de titel graaf tot alle afstammelingen van zijn zoon Albert.

## Burggraaf
- Jonkheer Louis van de Werve d'Immerseel (1859-1943), de titel burggraaf, overdraagbaar bij eerstgeboorte.

## Baron
- Jean-Henri de Brouwer (1872-1951), erfelijke adel en persoonlijke titel van baron.
- René Buysse (1897-1969), erfelijke adel, en in 1944 de titel van baron, bij het overlijden van zijn moeder, overdraagbaar bij eerstgeboorte.
- Ridder Armand de Callataÿ (1871-1955), luitenant-generaal, de titel van baron overdraagbaar bij eerstgeboorte.
- Jonkheer Georges Caroly (1862-1935), de persoonlijke titel van baron. Vrijgezel gebleven, geen opvolgers.
- Jonkheer Ernest Casier (1877-1943), persoonlijke titel baron.
- Jonkheer Ultin de Coppin de Grinchamps (1882-1969), burgemeester van Vezin, persoonlijke titel baron.
- Baron Joseph de Dorlodot (1871-1941), uitbreiding van de titel van baron tot al zijn zonen en kleinzonen, en vervolgens overdraagbaar bij eerstgeboorte.
- Baron Jean de Dorlodot (1884-1973), uitbreiding van de titel van baron tot al zijn zoons, met overdracht door hen bij eerstgeboorte.
- Emile Dossin de Saint-Georges (1854-1936), luitenant-generaal, erfelijke adel en persoonlijke titel baron.
- Jonkheer Albert Peers de Nieuwburgh (1866-1937), de titel baron, overdraagbaar bij eerstgeboorte.
- Jonkheer Guillaume Simonis (1896-1953), de titel baron, overdraagbaar bij eerstgeboorte.
- Jonkheer Iwan Simonis (1900-1969), de titel baron, overdraagbaar bij eerstgeboorte.
- Jonkheer André Slingeneijer de Goeswin (1866-1936), generaal-majoor, de titel baron, overdraagbaar bij eerstgeboorte.

## Barones
- Nelly Dyserinck (1863-1944), persoonlijke adel en titel van barones, weduwe van Cyriel Buysse, die in 1932 voor opname in de adel was aangeduid, maar overleed voor hij de open brieven kon lichten.

## Ridder
- Georges-Henri Thorn (1877-1950), generaal-majoor, erfelijke adel en de persoonlijke titel ridder.
- Victor Thorn (1872-1946), burgemeester van Chercq, erfelijke adel en de persoonlijke titel ridder.

## Jonkheer
- Jacques de Brouwer (1874-1936), bankier, erfelijke adel
- Stanislas de Brouwer (1905-1974), erfelijke adel
- Louis-Léon de Foy (1852-1942), bewaarder van de hypotheken, erfelijke adel.